# Hyperecta
Hyperecta is een geslacht van vlinders van de familie tastermotten (Gelechiidae).

## Soorten
- H. acmodeta Meyrick, 1931
- H. enoptrias (Meyrick, 1911)
- H. viridescens (Meyrick, 1918)